# 올림픽 서핑
올림픽 서핑은 올림픽에서 서핑으로 경기를 겨루는 올림픽 경기 종목이다. 서핑은 2020년 일본 도쿄도에서 열린 2020년 하계 올림픽에서 처음으로 모습을 드러냈다. 또한 2024년 파리 올림픽에 정식 포함되도록 IOC의 승인을 받았다.

## 입후보
2015년 9월에는 서핑이 야구, 소프트볼, 공수도, 스케이트보드, 스포츠클라이밍과 함께 2020년 하계 올림픽에 포함될 후보 목록에 포함되었다. 2016년 6월, 국제 올림픽 위원회(IOC) 집행위원회는 2020년 올림픽에 최종 후보 종목을 모두 포함시키자는 제안을 지지하겠다고 발표했다. 마침내 2016년 8월 3일에 5개 스포츠(야구와 소프트볼을 하나의 스포츠로 간주)가 모두 2020년 올림픽 프로그램에 포함되도록 승인되었다.
수년 동안 서핑이 올림픽에 포함되는 데 가장 큰 장애물 중 하나는 게임을 개최하는 내륙국으로 인해 서핑 이벤트를 개최하기가 어렵다는 점이었고, 또 다른 하나는 익사가 서핑의 큰 위험 중 하나라는 것이었다. IOC는 사망 시 높은 책임을 질 가능성이 적다.